# Svenja Staats
Svenja Staats (Utrecht, 1996) is een Nederlands violiste. 

## Levensloop
Svenja Staats speelt sinds haar vijfde jaar viool en werd op haar 9e toegelaten tot de Jong Talentklas van het Conservatorium van Amsterdam, waar zij les had van Joyce Tan en Johannes Leertouwer. Vanaf 2014 is zij leerling van Elisabeth Perry, docent aan het Utrechts Conservatorium. Staats is ook oud-leerling van de Kathedrale Koorschool Utrecht.
Als negenjarige trad Staats op in het Concertgebouw en sindsdien speelde zij als soliste op diverse concertpodia in binnen- en buitenland, waaronder Duitsland, Polen, Turkije, Italië, Griekenland en Zwitserland. Staats won meerdere (inter)nationale prijzen en won zowel de 1e prijs als de Publieksprijs tijdens de Nationale Finale van het Prinses Christina Concours 2011. Ook won zij in Poznań (Polen) tijdens het Internationale Telemann Concours de 2e prijs en de Telemann-prijs voor het verplichte werk. Staats speelde op diverse kamermuziekfestivals, soleerde veelvuldig met verschillende orkesten binnen en buiten Nederland en is regelmatig op televisie te zien. Zij volgde masterclasses bij onder anderen Emmy Verhey, Ray Chen, Igor Ozim, David Takeno en Jaap van Zweden. Zowel in 2013 als in 2014 werd Svenja uitgenodigd door Leonidas Kavakos om in Athene masterclasses te volgen. Eind maart 2014 speelde Staats tijdens de openingsceremonie van de Nuclear Security Summit 2014 in Den Haag.

## Instrument
Staats bespeelt een viool uit 1745, gebouwd door Camillus Camilli uit Mantua, en een strijkstok van Pierre Simon uit 1850.

## Prijzen
- 2011: 1e prijs en Publieksprijs Nationale Finale van het Prinses Christina Concours
- 2011: 2e prijs Internationale Telemann Concours én de Telemann-prijs voor het verplichte werk, Poznan (Polen).